# Nemognatha bifoveata
Nemognatha bifoveata är en skalbaggsart som beskrevs av Enns 1956. Nemognatha bifoveata ingår i släktet Nemognatha och familjen oljebaggar. Inga underarter finns listade i Catalogue of Life.